# Anne Etchegoyen
Anne Etchegoyen —grafia en basc: Anne Etxegoien— (Saint-Palais, 1980) és una cantant i compositora bascofrancesa.

## Biografia
Etchegoyen va néixer el 1980 a Saint-Palais (en basc: Donapaleu) al País Basc francès. La seva mare, d'Errazu, un poble de la Vall del Baztán, la va apuntar amb vuit anys al cor infantil que dirigia a Saint-Palais. Més tard va estudiar al conservatori de Bayonne i va aprendre cant líric. Acabat el batxillerat es va llicenciar en Comerç.
Etchegoyen canta en basc, francès, espanyol i gascó. Ha publicat diversos àlbums, alguns en solitari, i dos en col·laboració amb el cor d'homes Aizkoa. La seva popularitat es va veure augmentada arreu de França després d'aparèixer cantant amb altres grups en el 6è episodi de la sèrie documental francesa Le Chœur du Village. La sèrie va ser retransmesa per France 3 l'abril de 2013.
També és coneguda per cantar en tres ocasions l'himne nacional francès La Marseillaise: el 2003 per al Campionat Mundial d'Atletisme a París; el 2009 per a la Copa del Món de Bàsquet, i el 2010 durant un partit entre França i Argentina de la Rugby Union Test.
El seu àlbum Les Voix Basques ("Les Veus basques"), ha estat disc d'or a França després de vendre més de 60,000 còpies. Etchegoyen ha ofert concerts a diversos països, l'Argentina, els Estats Units, Anglaterra, Irlanda i també a Espanya on ha tocat a Madrid, Barcelona, Sevilla, Màlaga i País Basc. El 2014 va realitzar una gira amb Basque eta Paz Tour, per estendre la seva idea de pau per al País Basc.
El 2018 Etchegoyen va emprendre un pelegrinatge des de la seva casa familiar de Donapaleu fins al cap Finisterre per llançar-se a la cerca espiritual, font d'inspiració, de la qual va néixer el seu nou àlbum 'Compostelle'. Tot el que va veure, va escoltar i va viure en aquesta aventura ha nodrit aquest disc. Al llarg del camí Etchegoyen va mantenir un diari de viatge a través de les seves xarxes socials, on va compartir reflexions i trobades amb altres persones i artistes.
"No és No / Ez da Ez" és l'últim tema d'Etchegoyen, una cançó que presenta amb la cantant i actriu Itziar Ituño. Juntes protagonitzen aquest tema, interpretat en tres idiomes (basc, castellà i francès). 'No és No / Ez da Ez', forma part d'Emazte, un àlbum que la pròpia Etchegoyen defineix com a "l'àlbum de la dona", editat per Decca/Universal.
El 21 de març de 2020 va ser objecte de polèmica ja que en un concert celebrat a Bilbao va animar els assistents a llevar-se la mascareta en plena pandèmia de Covid-19

## Discografia

### Àlbums
En solitari
- Otentik (2006)
- Pachamama (2008)
- Adelante (2010)
- Compostelle (2018)
- Emazte (2020)

Anne Etchegoyen i el Cor Aizkoa
| Any  | Àlbum            | Posició màxima |
| Any  | Àlbum            | FR             |
| ---- | ---------------- | -------------- |
| 2013 | Les voix basques | 11             |
| 2014 | Ongi etorri      | 54             |

Altres col·laboracions
- Les voix célestes du Paga basc chantent Noël (2005)